# Rita Streich
Rita Streich (ur. 18 grudnia 1920 w Barnaule, zm. 20 marca 1987 w Wiedniu) – niemiecka śpiewaczka operowa, sopran.

## Życiorys
Była córką Niemca internowanego na Syberii po wybuchu I wojny światowej i Rosjanki. Po powrocie z rodzicami do Niemiec uczyła się śpiewu u Erny Berger, Marii Ivogün i Williego Domgrafa-Fassbaendera. Debiutowała w 1943 roku w teatrze w Aussig jako Zerbinetta w Ariadnie na Naksos Richarda Straussa. Od 1946 roku była członkiem zespołu berlińskiej Staatsoper, skąd w 1951 roku przeniosła się do Städtische Oper w Berlinie Zachodnim. Występowała na festiwalu w Bayreuth (1952) i festiwalu w Salzburgu (1954). Od 1953 roku należała do zespołu Opery Wiedeńskiej. Gościnnie występowała z Covent Garden Theatre w Londynie, mediolańskiej La Scali, a także w San Francisco i Chicago. Od 1974 roku wykładała w Folkwang-Hochschule w Essen.
Zasłynęła rolami w operach W.A. Mozarta (Królowa Nocy w Czarodziejskim flecie, Konstancja w Uprowadzeniu z seraju) oraz Richarda Straussa (Zerbinetta w Ariadnie na Naksos, Zofia w Kawalerze srebrnej róży).